# Действие (физическая величина)
Действие в физике — скалярная физическая величина, являющаяся мерой движения физической системы. Действие является математическим функционалом, который берёт в качестве аргумента траекторию движения физической системы и возвращает в качестве результата вещественное число.
Действие — одна из фундаментальных физических величин, входящая в современную формулировку большинства основных физических теорий во всех фундаментальных разделах физики, имеющая при этом и огромное значение в теоретической физике. Оно может иметь меньшее значение в сравнительно более прикладных областях, хотя и там нередко бывает употребительно. Используется равно и в квантовой, и в классической, и в релятивистской физике.
В классической механике принцип наименьшего действия постулирует, что физическая система всегда следует траектории с наименьшим действием.
В квантовой механике, в формулировке теории через интегралы по траекториям, физическая система одновременно следует всем возможным траекториям, причём амплитуда вероятности следования определённой траектории определяется действием этой траектории. Если характерное действие намного больше постоянной Планка, то амплитуда классической траектории с наименьшим действием является преобладающей — таким образом квантовая механика переходит в классическую.
Действие имеет физическую размерность энергия · время = импульс · расстояние, совпадающую с размерностью момента импульса. По физическому смыслу действие — фаза квантовой «волны вероятности», точнее — пропорциональна этой фазе (из-за другой размерности в традиционных системах физических единиц (в том числе СИ)): {\displaystyle S=\hbar \varphi } — с постоянным размерным коэффициентом — константой Планка.
Если для какой-то системы написано действие, то это в принципе определяет и её классическое поведение (то есть поведение системы в классическом приближении), и её квантовое поведение. Первое — через принцип стационарного (наименьшего) действия, второе — через фейнмановский интеграл по траекториям. При этом само действие записывается одинаково, в одной и той же форме, и для классического, и для квантового случая, что делает его очень удобным инструментом (для квантования через фейнмановский интеграл в принципе надо знать только действие, определённое для обычных классических траекторий, то есть записанное так же, как и для классического применения).

## Терминология
Исторически терминология довольно сильно колебалась, но в настоящее время принято называть действием величину
{\displaystyle S=\int \limits _{t_{1}}^{t_{2}}L(q,\;{\dot {q}},\;t)\,dt}
или
{\displaystyle S=\int \limits _{t_{1}}^{t_{2}}{\bigg (}\sum _{i}p_{i}{\dot {q}}_{i}-H(q,\;p,\;t){\bigg )}\,dt,}
где:
- {\displaystyle t} — время,
- {\displaystyle q=\{q_{1},\;q_{2},\;\ldots ,\;q_{N}\}} — полный набор координат, характеризующих динамическую систему (её конфигурационное пространство),
- {\displaystyle {\dot {q}}=\{{\dot {q}}_{1},\;{\dot {q}}_{2},\;\ldots ,\;{\dot {q}}_{N}\}} — набор скоростей (производных {\displaystyle q} по времени),
- {\displaystyle L} — функция Лагранжа, зависящая от {\displaystyle N} координат, {\displaystyle N} скоростей, и иногда ещё явно от времени, в классической механике совпадающая с разностью кинетической и потенциальной энергий;
- {\displaystyle H} — функция Гамильтона, представляющая собой полную энергию системы, выраженную через {\displaystyle N} координат, {\displaystyle N} сопряженных им импульсов и иногда ещё явно через время.

Обе величины {\displaystyle S} в принципе совпадают, но по-разному выражены — первая в соответствии с лагранжевым формализмом, вторая в соответствии с гамильтоновым.
Укороченным действием принято называть
{\displaystyle S_{0}=\int \limits _{A}^{B}\sum _{i}p_{i}\,dq_{i}=\int \limits _{t_{1}}^{t_{2}}\sum _{i}p_{i}{\dot {q}}_{i}\,dt=\int \limits _{t_{1}}^{t_{2}}{\vec {p}}\cdot {\vec {v}}\,dt,}
где обозначения совпадают с использованными выше, а выражение в последнем интеграле — скалярное произведение векторов импульса и скорости, которое в случае одной частицы можно рассматривать в обычном ньютоновском смысле.
Вообще в этом разделе под {\displaystyle q_{i},\ {\dot {q}}_{i}} и {\displaystyle p_{i}} имеются в виду обобщённые координаты (не обязательно совпадающие с декартовыми), соответствующие этим координатам обобщённые скорости и канонически сопряженные этим координатам импульсы. В частном случае они могут быть выбраны в виде декартовых координат, тогда (в механике) соответствующие импульсы представляют собой обычные компоненты векторных импульсов материальных точек системы.
Для распределённых систем (например, для полей или упругих сплошных сред) действие обычно может быть записано так:
{\displaystyle S=\int {\mathcal {L}}(q,\;{\dot {q}},\;x,\;t)\,dVdt}
или
{\displaystyle S=\int {\bigg (}\sum _{i}p_{i}{\dot {q}}_{i}-{\mathcal {H}}(q,\;p,\;x,\;t){\bigg )}\,dVdt,}
где
- {\displaystyle {\mathcal {L}},\ {\mathcal {H}}} — плотности функции Лагранжа и Гамильтона соответственно,
- {\displaystyle x} — точка пространства, занятого средой или полем (часто — обычного трёхмерного пространства),
- {\displaystyle dV} — элемент объёма этого пространства,
- {\displaystyle q_{i},\ p_{i}} — значения обобщённых координат (например, смещений упругой среды или — для поля — полевой переменной, такой, как, например, электромагнитный потенциал) и обобщённых импульсов для данной точки {\displaystyle x} распределённой системы (среды или поля).

Интегрирование производится и по пространству и по времени. Общее количество координат и импульсов {\displaystyle q_{i},\ p_{i}}, описывающих систему, как видим, в этом случае бесконечно, так как конечно их количество лишь для одного {\displaystyle x}, а множество самих {\displaystyle x} бесконечно.

## Общий обзор
С современной точки зрения действие имеет смысл фазы волновой функции (правда, выраженной традиционно — для более прямой связи с классической механикой — в других единицах, а конкретно {\displaystyle S=\hbar \varphi }, где {\displaystyle S} — действие, {\displaystyle \varphi } — фаза в радианах, а {\displaystyle \hbar } — универсальная постоянная Планка).
Классическая физика (механика и теория поля) является высокочастотным и коротковолновым приближением квантовой, когда фазы волн очень велики ({\displaystyle S/\hbar \gg 1}), что означает, что при данных («классических») условиях эксперимента (характерные размеры, характерные импульсы и характерные энергии рассматриваемой задачи) квантовые поправки к классической теории будут достаточно малы (на практике чаще всего настолько малы, что экспериментально не обнаружимы). В этом случае квантовая задача в целом сильно упрощается, переходя в классическую, и можно пользоваться принципом наименьшего действия и/или уравнением Гамильтона — Якоби, в которых действие продолжает играть ключевую роль.
В квантовой же физике — при решении той же задачи без условия {\displaystyle S/\hbar \gg 1} — действие играет особенно большую роль в формализме фейнмановского интеграла по траекториям. Кроме того, часть результатов теории классического поля достаточно прямо переносится в определённом смысле на квантовый случай, а поскольку действие является одним из простейших объектов, манипуляции с ним (а прежде всего само написание действия для данной динамической системы — по́ля, частицы, взаимодействующих полей или частиц, или других объектов) часто являются одним из эффективнейших инструментов при формулировке квантовой теории различных полей, даже если это не связано с написанием интеграла по траекториям и работы с ним в явном виде.

## История
Мопертюи в работах 1740(?), 1741—1746 гг. впервые сформулировал принцип наименьшего действия для механики и высказал мысль о том, что это универсальный закон природы, проинтерпретировав и оптику (принцип Ферма) в терминах действия (он использовал то, что сейчас принято называть укороченным действием). Мопертюи был склонен к теологической интерпретации этого принципа, свидетельствовавшего, по его мнению, об определённом совершенстве сотворённого Богом мира.
Ещё при жизни Мопертюи эти его работы были поддержаны и развиты Эйлером, к тому же разработавшим вариационное исчисление, позволявшее наиболее эффективно реализовать преимущества принципа.
Затем Лагранж в «Аналитической механике» («Mécanique analytique»), опубликованной в 1788 году, развил применение принципа наименьшего действия в механике, использовав вариационное исчисление и введя обобщённые координаты. Также он изложил в 1795 г. метод неопределенных множителей, позволяющий значительно улучшить использование принципа наименьшего действия в задачах со связями.
Действие для быстро движущейся («релятивистской») частицы было исправлено (по сравнению со старым ньютоново—лагранжевым вариантом, область применимости которого — движения, медленные по сравнению со скоростью света) в начале XX века, впервые это сделано явно, по-видимому, Планком в 1907 году, также в связи с этим можно упомянуть работы Минковского (1907) и Борна (1909). Оно приняло для свободной точечной частицы вид интервала (длины — собственного времени — в пространстве-времени Минковского) вдоль мировой линии (пространственно-временной траектории) частицы с обратным знаком, заменив обычное ньютоновское выражение в механике быстрых частиц. Поэтому принцип наименьшего действия для релятивистских частиц приводит к максимально возможному собственному времени вдоль траектории.
В 1915 Гильберт, использовав вариационный метод по отношению к действию Эйнштейна — Гильберта, получил верные уравнения гравитационного поля в общей теории относительности. При этом, пожалуй, впервые было в такой полноте использовано преимущество простоты подхода, исходящего из написания из общих соображений скалярного (инвариантного) действия (явный вид которого заранее не известен), а затем — получения уравнений движения для поля (уравнений поля) варьированием этого функционала.
В начале XX века Планк, Бор, Зоммерфельд, Шварцшильд и другие использовали действие (обычно укороченное действие) для ранней формулировки квантовой теории, являющейся с современной точки зрения неким вариантом квазиклассического приближения, оказавшейся довольно хорошо подходящей для описания таких ключевых задач, как гармонический осциллятор и атом с круговыми и эллиптическими орбитами электрона (по крайней мере, это касается простейшего случая — атома водорода). Правило квантования, широко использовавшееся на данном этапе развития квантовой теории, сводилось к квантованию укороченного действия на замкнутых орбитах в соответствии с условием
{\displaystyle \oint \sum p_{i}\,dq_{i}=n\hbar } или (в декартовых координатах для одной частицы): {\displaystyle \oint {\vec {p}}\cdot {\vec {dr}}=n\hbar }.
Луи де Бройль (1923—1924 гг.) использовал такой формализм для формулировки своих утверждений о волновой природе электрона и вообще материальных частиц.
Заметную роль в обосновании современной формы квантовой механики (в смысле выяснения её соотношения с классической) сыграло имеющее дело с действием как функцией координат и времени уравнение Гамильтона — Якоби, уже имеющее форму, близкую к форме основного уравнения квантовой механики — уравнения Шрёдингера — и являющегося при этом по сути его классическим пределом.
Фейнман разработал в квантовой механике метод интегрирования по траекториям (1938 год), переформулировавший квантовую механику так, что в ней органически использовался классический функционал действия, а отличие полного квантового описания от классического сводилось к необходимости суммировать величину {\displaystyle e^{iS}} по всем мыслимым траекториям (а не только по одной классической траектории или по близким к ней). Этот формализм является одним из наиболее популярных в современной теоретической физике высоких энергий, находя приложения (вместе с техникой диаграмм Фейнмана) и в других областях физики, а также в чистой математике. Впоследствии (1949 год) Фейнман разработал тесно связанный с интегрированием по траекториям, хотя и допускающий переформулировку, не использующую явно этого подхода, метод диаграмм Фейнмана, который стал одним из основных в квантовой теории поля и обеспечил один из путей преодоления трудностей квантовой электродинамики, которая в результате стала одной из наиболее точных физических теорий и стандартным образцом при построении других квантовополевых теорий.
Начиная со второй половины XX века был изобретен ряд обобщений действия для точечной частицы, например, в области теории струн — действие Намбу — Гото (действие-площадь) и действие Полякова.
В заключение следует сказать, что в современных абстрактных областях теоретической физики действие является одним из основных инструментов формулировки конкретной теории уже с начального этапа. Например, один из очень распространенных способов формулировки новой теории сводится к тому, что для исследуемой системы в первую очередь стараются написать действие, ограничивая возможные варианты наложением условий симметрии, и часто — ещё соображениями простоты.

## Действие в классической механике
Действие в классической механике записывается в двух формах, в конечном итоге эквивалентных:
лагранжевой:
{\displaystyle S=\int \limits _{t_{1}}^{t_{2}}L(q,\;{\dot {q}},\;t)\,dt}
или гамильтоновой:
{\displaystyle S=\int \limits _{t_{1}}^{t_{2}}{\bigg (}\sum _{i}p_{i}{\dot {q}}_{i}-H(q,\;p,\;t){\bigg )}\,dt.}
(об укороченном действии — см. в параграфе «Терминология» выше).
Несмотря на эквивалентность в конечном итоге, лагранжева и гамильтонова форма записи действия обладают не совпадающими техническими и идейными преимуществами. Каждая из них может считаться основой для построения (на основе принципа наименьшего, или стационарного, действия) соответственно лагранжевой и гамильтоновой форм механики. А именно, осуществляя прямое варьирование первого действия по каждому {\displaystyle \delta q_{i}} независимо от других, или, что эквивалентно, написав для этого функционала уравнения Эйлера — Лагранжа, для второй же формы — варьируя независимо по каждому {\displaystyle \delta q_{i}} и {\displaystyle \delta p_{i}} (записав уравнения Гамильтона), нетрудно получить уравнения движения соответственно в лагранжевой и гамильтоновой форме. В частном случае использования декартовых координат это будут ньютоновские уравнения движения.
Проводя вывод уравнений движения с подходящим выбором координат (вообще говоря, не декартовых) и с использованием метода неопределенных множителей Лагранжа, нетрудно получить в удобном виде и уравнения движения для систем со связями, иногда исключая из них реакции связей (что может заметно упрощать уравнения).
Следует заметить, что при всей фундаментальной значимости концепция действия не покрывает некоторых случаев макроскопической механики; например, не позволяет написать действие в случае наличия произвольных диссипативных сил, и соответственно не позволяет воспользоваться для их описания принципом наименьшего действия.
Классическое действие с современной точки зрения — это величина, пропорциональная фазе квантовой волновой функции соответствующей частицы или системы (по сути это и есть фаза, только измеренная в других единицах; однако коэффициент пропорциональности внутри классической механики неизвестен — это существенно квантовая величина; с точки зрения классической механики важно только, что он очень мал). Сама же классическая механика есть коротковолновый предел квантовой и может быть получена из неё переходом {\displaystyle \hbar /S\rightarrow 0}.

## Действие для распределённых систем
Для механических распределённых систем (например, для упругих сплошных сред) действие обычно может быть записано так:
{\displaystyle S=\int {\mathcal {L}}(q,\;{\dot {q}},\;x,\;t)\,dVdt}
или
{\displaystyle S=\int {\bigg (}\sum _{i}p_{i}{\dot {q}}_{i}-{\mathcal {H}}(q,\;p,\;x,\;t){\bigg )}\,dVdt,}
где {\displaystyle dV} — элемент объёма, трёхмерный в случае описания полей в трёхмерном пространстве, {\displaystyle {\mathcal {L}},\ {\mathcal {H}}} — плотности функции Лагранжа и функции Гамильтона, {\displaystyle q,\ {\dot {q}}} и {\displaystyle p} — полевые переменные (например, потенциалы), соответствующие скорости {\displaystyle {\dot {q}}=\partial q/\partial t} и канонически сопряженные импульсы. Каждая такая полевая переменная, скорость и импульс есть функция {\displaystyle q=q(x,\;y,\;z,\;t),\ {\dot {q}}={\dot {q}}(x,\;y,\;z,\;t),\ p=p(x,\;y,\;z,\;t)} «пространственных» переменных и времени, представляя собой, таким образом, бесконечномерный (с учётом физического представления о возможной атомной дискретизации распределённой системы — просто очень многомерный) вектор. Выделение отдельной координаты {\displaystyle q_{i}\in \mathbb {R} } сводится к разложению {\displaystyle q} по какому-то базису (это может быть, например, базис из дельта-функций, сводящий всё в сущности к пределу дискретной задачи, но, пожалуй, ещё чаще применяется из-за своего удобства преобразование Фурье).
Для немеханических распределенных систем подобная запись возможна на базе аналогии с механическими. В частности, сходный способ работает для фундаментальных полей, формально также подходящих под определение распределённых систем (хотя можно считать и это лишь аналогией, вопрос того или иного выбора здесь — в сущности терминологический). Подробно фундаментальные физические поля рассмотрены в отдельном параграфе, хотя обычные распределённые системы, механические в особенности, дают в общем достаточно хорошие модели, способствующие пониманию построения динамики этих полей и, в частности, вопросов, связанных с действием.
Примеры:
- Для однородной изотропной сплошной линейной (подчиняющейся закону Гука; в реальности это почти всегда предполагает ограничение применимости модели случаями малых деформаций) упругой среды, заполняющей трёхмерное пространство или его область, можно в простейшем случае записать действие как

{\displaystyle S=\int \left({\rho  \over 2}({\dot {u}})^{2}-{E \over 2}(\nabla u)^{2}\right)\,dxdydzdt,}
где {\displaystyle \rho =\mathrm {const} } — плотность среды, {\displaystyle E=\mathrm {const} } — модуль упругости, {\displaystyle u=u(x,\;y,\;z,\;t)} — отклонение упругой среды в данной точке в данный момент времени от условного положения равновесия — это распределённая обобщенная координата (в данной задаче это трёхмерный вектор, но именно при сформулированных условиях можно рассматривать каждую из его компонент отдельно), {\displaystyle {\dot {u}}} — скорость изменения {\displaystyle u} со временем — распределённая скорость, тоже, конечно, функция {\displaystyle x,\ y,\ z,\ t}. {\displaystyle \nabla } здесь — оператор градиента, который можно тут считать применяемым отдельно к каждой компоненте {\displaystyle u}, при сложении затем квадратов трёх компонент.
Варьирование этого функционала по {\displaystyle u} даёт уравнение движения в виде обычного волнового уравнения независимо для каждой компоненты {\displaystyle u}, то есть для {\displaystyle u_{x},\ u_{y},\ u_{z}}.
Выписанное действие легко может быть использовано и для неоднородной среды, то есть для непостоянных {\displaystyle \rho } и {\displaystyle E}, также оно прямо обобщается на анизотропные среды с тензорным {\displaystyle E}. Во всех этих случаях уравнение движения среды будет уже заметно отличаться от обычного волнового, но может быть практически столь же легко получено варьированием этого действия.

## Действие в классической теории поля
Действие в классической теории поля используется для получения уравнений поля (как свободных, так и с источниками) из принципа стационарного (наименьшего) действия (варьированием по полевым переменным). Также оно используется для получения уравнений движения частиц при взаимодействии с данным полем, также через принцип стационарного (наименьшего) действия, но варьированием уже по координатам (а в гамильтоновом варианте — и по импульсам) частиц.
Сам вид действия для поля (применяемого как в классическом, так и в квантовом смысле) в общем очень похож на вид действия для распределённых систем (в частности, для механических распределённых систем, таких, как струна, мембрана и т. п.). Это позволяет установить иногда прямую, иногда условную, аналогию между тем и другим случаем, хотя в деталях то и другое может заметно различаться (так что прямая механическая аналогия возможна не всегда, а иногда её просто оказывается не слишком легко построить и использовать).
Чаще всего (в случае линейных полей или изучения их в линейном приближении) действие имеет достаточно простой вид и распадается на три члена:
{\displaystyle S=S_{f}+S_{\mathrm {int} }+S_{s}},
где {\displaystyle S_{f}} — «действие свободного поля» — которое существенно для изучения поведения поля без его взаимодействия с «веществом» (другими полями), {\displaystyle S_{\mathrm {int} }} — член взаимодействия, из которого выводится действие «вещества» (других полей) на данное поле, {\displaystyle S_{s}} — действие для свободного «вещества» (других полей), определяющее их поведение в отсутствие данного поля, в частности, такие свойства «вещества», как его инертность. Форма второго члена определяет в уравнениях поля члены, представляющие его источник(и), и определяет действие данного поля на «вещество» (другие поля), например, уравнения движения заряженной частицы в данном поле (конкретнее, силы, действующие на неё) выводятся из {\displaystyle S_{\mathrm {int} }} и {\displaystyle S_{s}}.
Однако для существенно нелинейных полей такое разбиение на три отдельных слагаемых, вообще говоря, не удаётся (и даже при вычленении линейного приближения зачастую остаются определённого рода проблемы, хотя само по себе оно часто бывает осмысленно и возможно). Например, в общей теории относительности (и других метрических теориях гравитации) гравитационное поле попадает в член, касающийся «вещества» (и негравитационных полей) в виде метрики, входящей в элемент объёма и в ковариантные производные. Этот факт обеспечивает взаимодействие гравитации с «веществом», не требуя отдельного члена {\displaystyle S_{\mathrm {int} }} (случай так называемой минимальной связи), и он же делает уравнение гравитационного поля существенно нелинейным. Другой пример (правда, относящийся к квантовой теории поля, но имеющий и аналогии в классической): квантовая электродинамика — её линейное приближение при расчёте по теории возмущений в петлевых диаграммах приводит к бесконечным бессмысленным результатам, связанным с действительной невозможностью выделить голые (затравочные, невзаимодействующие) поля заряженной частицы и электромагнитного поля. Путём решения этой проблемы стала программа перенормировок, которая восстанавливает лагранжиан действительных (взаимодействующих) полей.

### Скалярное поле
Среди фундаментальных физических полей скалярные поля, хотя и присутствуют в теории, но пока само их существование носит в значительной мере гипотетический характер, а свойства, соответственно, достаточно плохо известны. Однако это самый простой случай; к тому же кроме фундаментальных полей представляют интерес такие макроскопические поля, как, например, поле давления газа в акустике, которое в случае малых (и гладких) отклонений от равновесия может быть в известном смысле прямо уподоблено абстрактному скалярному полю.
Простейшим видом действия для скалярного поля {\displaystyle \varphi }, ведущим к линейному уравнению поля, является вид:
{\displaystyle S=S_{f}+S_{\mathrm {int} }+S_{s}=\int {\frac {1}{\alpha }}\left({\frac {1}{c^{2}}}(\partial _{t}\varphi )^{2}-(\nabla \varphi )^{2}-m^{2}\varphi ^{2}\right)\,dVdt+S_{\mathrm {int} }+S_{s},}
(записано в форме, соответствующей полю в трёхмерном пространстве; здесь {\displaystyle \alpha } — «силовая константа», {\displaystyle c} — скорость распространения волн поля {\displaystyle \varphi }, которая для фундаментальных полей обычно — чтобы не нарушался принцип относительности — полагается равной скорости света, {\displaystyle \nabla } — трёхмерный градиент, {\displaystyle m} — масса поля {\displaystyle \varphi } ({\displaystyle m=0} для безмассовых полей), {\displaystyle dV} — элемент трёхмерного объёма). Как видим, {\displaystyle S_{f}} лоренц-инвариантно, и его очень легко переписать в четырёхмерных обозначениях, в которых это ещё более очевидно.
Будучи проварьировано по {\displaystyle \varphi } (для свободного поля, то есть для {\displaystyle S_{\mathrm {int} }=S_{s}=0}), это действие даёт уравнение Клейна — Гордона, а при {\displaystyle m=0} — волновое уравнение. Случай {\displaystyle m^{2}<0} дает вариант уравнения Клейна — Гордона для тахионного скалярного поля, которое также может иметь применение в теории (это поле с неустойчивым равновесием при {\displaystyle \varphi =0} в бесконечном пространстве или без наложения граничных условий, приводящих к устойчивости).
- Член взаимодействия {\displaystyle S_{\mathrm {int} }} не будем здесь конкретизировать, так как мы не рассматриваем здесь какое-то конкретное скалярное поле и его взаимодействие с чем-то конкретным ещё. Однако заметим, что если мы не хотим нарушения принципа относительности, этот член должен быть также лоренц-инвариантным (как и {\displaystyle S_{f},\ S_{s}}). Например, для взаимодействия с другим скалярным полем {\displaystyle u} этот член может быть {\displaystyle \mathrm {const} \cdot \int \varphi u\,dVdt} или {\displaystyle \mathrm {const} '\cdot \int (\partial _{i}\varphi )(\partial ^{i}u)\,d^{4}x} или их суммой и т. п.).

### Электромагнитное поле
Стандартное действие для электромагнитного поля записывается так
{\displaystyle S=S_{f}+S_{\mathrm {int} }+S_{s},}
где
{\displaystyle S_{f}=-{\frac {1}{2\alpha }}\int F_{ij}F^{ij}\,dxdydzdt={\frac {1}{\alpha }}\int (E^{2}-H^{2})\,dxdydzdt} — действие для свободного поля ({\displaystyle F_{ij}} здесь — тензор электромагнитного поля, {\displaystyle \alpha } — константа, зависящая от используемой системы единиц, подразумевается суммирование по {\displaystyle i,\ j} по правилу Эйнштейна),
член взаимодействия может быть записан по-разному:
{\displaystyle S_{\mathrm {int} }=-\int A_{i}j^{i}\,dxdydzdt}
или
{\displaystyle S_{int}=-\int qA_{i}u^{i}\,d\tau =-{\frac {1}{c}}\int qA_{i}\,dx^{i}=\int (-q\varphi +q{\vec {A}}\cdot {\vec {v}}/c)\,dt,}
(первая форма удобна для вывода уравнения (уравнений) поля (с источниками), а второе — для вывода уравнения движения заряженной частицы; здесь {\displaystyle A_{i}} — электромагнитный потенциал, {\displaystyle q} — заряд частицы, {\displaystyle u^{i}} — 4-скорость, {\displaystyle d\tau } — дифференциал собственного времени (интервала, деленного на {\displaystyle c}), {\displaystyle \varphi } и {\displaystyle {\vec {A}}} — электрический и трёхмерный векторный потенциал, {\displaystyle {\vec {v}}} — трёхмерная скорость, {\displaystyle c} — скорость света, а {\displaystyle dx^{i}=(dx^{0},\;dx^{1},\;dx^{2},\;dx^{3})=(c\,dt,\;dx,\;dy,\;dz)} — четырёхмерные пространственно-временные координаты; для нескольких частиц следует взять несколько членов такого вида — по одному для каждой),
{\displaystyle S_{s}} — действие для «вещества» (свободных частиц), которое вместе с {\displaystyle S_{\mathrm {int} }} используется для вывода уравнений движения заряженных частиц. Для быстрых («релятивистских») частиц (см. ниже) следует взять (в пренебрежении спином) действие
{\displaystyle S_{s}=-\int mc^{2}\,d\tau =-\int mc^{2}{\sqrt {1-v^{2}/c^{2}}}\,dt,}
где {\displaystyle m} — масса (масса покоя) частицы, {\displaystyle c} — скорость света, {\displaystyle d\tau } — дифференциал собственного времени (для нескольких частиц надо взять сумму нескольких членов такого вида).
Если же движение частиц медленное по сравнению со скоростью света и достаточно ньютоновского приближения, то можно взять соответствующее приближённое действие, обычное для классической механики:
{\displaystyle S_{s}=\int {\frac {mv^{2}}{2}}\,dt.}
Проще всего получить уравнения Максвелла в форме
{\displaystyle \partial _{i}F^{ik}=\alpha j^{k},}
варьируя записанное выше действие по {\displaystyle A_{i}} и используя определение {\displaystyle F_{ij}=\partial _{i}A_{j}-\partial _{j}A_{i}}.
Варьируя по {\displaystyle x^{i}}, получают уравнения движения, которые проще всего выглядят в четырёхмерной форме:
{\displaystyle dp^{i}/d\tau =m\,du^{i}/d\tau =qF_{j}^{i}u^{j},}
где правая часть совпадает с обычной силой Лоренца, которая может быть также записана (а при желании и получена явно) и в трёхмерном виде; то есть, в трёхмерном виде уравнение движения будет таким:
{\displaystyle {\frac {d\mathbf {p} }{dt}}=q\mathbf {E} +q\ \mathbf {v} \times \mathbf {B} .}

## Релятивистское действие
Действие для электромагнитного поля (и его член для свободного поля, и член, описывающий взаимодействие с токами) с самого начала лоренц-инвариантно (точнее, является 4-скаляром). То же можно сказать о действии для всех фундаментальных полей, известных в современных теориях (говоря несколько точнее — в общепризнанных теориях, прошедших экспериментальную проверку).
Однако действие классической (ньютоновской) механики, не важно, в какой форме оно записано, гамильтоновой или лагранжевой, не обладает свойством лоренц-инвариантности. Исторически в определённый момент (на грани XIX и XX веков) возникла необходимость привести механику в соответствие с принципом относительности, а значит, сделать её лоренц-ковариантной. Простейший путь для этого — написать для частицы («материальной точки») такое действие, которое бы было лоренц-инвариантным, а затем обычной процедурой варьирования получить из него уравнение движения, которое будет уже лоренц-ковариантным (приближённо, при медленных движений, такая механика должна совпадать с ньютоновской, так как та хорошо проверена для малых скоростей).
Простейшее действие для свободной частицы, которое можно предложить, исходя из геометрии Минковского, — это величина, с точностью до постоянного множителя совпадающая с длиной мировой линии данной частицы (а соображения размерности определят коэффициент):
{\displaystyle S=-\int mc^{2}\,d\tau =-\int mc\,ds=-mc^{2}\int u^{i}u_{i}\,d\tau =-mc^{2}\int {\sqrt {1-v^{2}/c^{2}}}\,dt,}
где {\displaystyle m} — масса (масса покоя), {\displaystyle \tau } — собственное время, измеренное вдоль мировой линии частицы, {\displaystyle ds} — элемент интервала вдоль неё, {\displaystyle u^{i}} — 4-скорость, {\displaystyle v} — трёхмерная скорость, {\displaystyle t} — время («координатное время», время лабораторной системы отсчета).
Разложив {\displaystyle {\sqrt {1-v^{2}/c^{2}}}} по порядкам малости величины {\displaystyle v^{2}/c^{2}} (в случае, когда она достаточно мала, много меньше единицы), легко получаем нерелятивистское действие классической механики:
{\displaystyle S=-mc^{2}\int {\sqrt {1-v^{2}/c^{2}}}\,dt\approx \int \left(-mc^{2}+{\frac {mv^{2}}{2}}\right)\,dt=\mathrm {const} \cdot (t_{2}-t_{1})+\int {\frac {mv^{2}}{2}}\,dt=\mathrm {const} \cdot (t_{2}-t_{1})+S_{\mathrm {newtonian} },}
где первый член можно отбросить, так как он не даёт никакого вклада в уравнения движения (за исключением вклада в уравнения гравитационного поля, в которых его влияние не исчезает даже в этом приближении; здесь же идёт речь об уравнениях движения самой частицы, для которой написано действие, а гравитация в эйнштейновском смысле не рассматривается). При желании можно в проделанном разложении сохранить и члены следующих порядков по {\displaystyle v^{2}/c^{2}}, дающие релятивистские поправки для случая малых скоростей (вместо того, чтобы использовать точное релятивистское действие и точные уравнения движения, если такое почему-либо целесообразно).

## Действие в теории гравитации
Для ньютоновской теории тяготения действие можно бы было записать как
{\displaystyle S={1 \over 16\pi G}\int (\nabla \varphi )^{2}\,dxdydzdt+S_{m},}
где {\displaystyle S_{m}} — действие «материи», как принято говорить в теориях гравитации — то есть всего, кроме гравитации, а {\displaystyle \nabla \varphi } — трехмерный градиент гравитационного потенциала (что означает бесконечную скорость распространения гравитационного взаимодействия). Эта величина явно не лоренц-инвариантна, поэтому, как и вся классическая механика, может распространяться — приближённо — на случай медленного (в сравнении со скоростью света) движения и не очень сильных гравитационных полей (хотя бы потому, что сильные поля, вообще говоря, будут разгонять тела до больших скоростей). Есть много теорий, которые тем или иным образом вносили поправки в это действие с целью сделать его лоренц-инвариантным (см. Альтернативные теории гравитации), однако большинство из них имеют сейчас только историческое значение или наоборот пока не доказали научному сообществу своих преимуществ. Также некоторые перспективные для описания гравитации (хотя и тоже довольно далёкие от окончательного утверждения) теории, такие, как, например, теория струн и её обобщения, к тому же достаточно сложны и охватывают не только гравитацию, поэтому заслуживают отдельного рассмотрения.
Поэтому здесь ограничимся тем, что приведем действие, соответствующее основной (неквантовой) теории гравитации современной физики — общей теории относительности. Это действие Эйнштейна — Гильберта:
{\displaystyle S={1 \over 16\pi G}\int R{\sqrt {-g}}\,d^{4}x+S_{m},}
где {\displaystyle G} — гравитационная постоянная Ньютона, {\displaystyle R=R_{\mu }^{\mu }} — скалярная кривизна (скаляр Риччи) пространства-времени, {\displaystyle g=|g_{\mu \nu }|} — определитель матрицы компонентов метрического тензора, а {\displaystyle S_{m}} — действие для негравитационных полей (массивных частиц, электромагнитного поля и так далее).
Варьированием этого действия по метрике {\displaystyle g_{ij}} пространства-времени (играющей роль гравитационного потенциала, то есть полевых переменных в этой теории) получаются уравнения Эйнштейна (иногда называемые также уравнениями Эйнштейна — Гильберта) в виде:
{\displaystyle R_{\mu \nu }-{R \over 2}g_{\mu \nu }={8\pi G \over c^{4}}T_{\mu \nu }}
(именно таким образом их получил впервые в 1915 году Гильберт, Эйнштейн шёл другим путём).
Член уравнения, описывающий источник гравитационного поля (правая часть) получается при этом потому, что метрика {\displaystyle g_{\mu \nu }}, по которой осуществляется варьирование, входит и в {\displaystyle S_{m}=\int {\mathcal {L}}{\sqrt {-g}}\,d^{4}x} как минимум через множитель {\displaystyle {\sqrt {-g}}}, входящий в выражение элемента (четырёхмерного) объёма (здесь {\displaystyle {\mathcal {L}}} — плотность функции Лагранжа для «вещества» — то есть всех негравитационных полей, а {\displaystyle T_{\mu \nu }} — их тензор энергии-импульса).
Действие для гравитационного поля ОТО может быть переписано и в другом виде, эквивалентном данному за исключением граничных условий (а если граничные почему-либо обнуляются, то в полностью эквивалентном), и содержащем под интегралом вместо тензора кривизны конструкцию из {\displaystyle \Gamma _{\mu \nu }^{\lambda }}, которую можно интерпретировать как квадрат напряжённости гравитационного поля — то есть в форме, аналогичной тому, как обычно записывается действие для более простых — скалярных и векторных — полей, например электромагнитного.
Дополняя же написанное выше действие членом {\displaystyle \int \Lambda {\sqrt {-g}}\,d^{4}x}, получаем уравнения Эйнштейна с {\displaystyle \Lambda }-членом:
{\displaystyle R_{\mu \nu }-{R \over 2}g_{\mu \nu }+\Lambda g_{\mu \nu }={8\pi G \over c^{4}}T_{\mu \nu }.}
Вполне удовлетворительной квантовой теории гравитации, насколько известно, в настоящее время (2024 год) не существует. Однако многие из теорий, которые с большим или меньшим основанием могут претендовать на эту роль, дают обычно эффективное действие Эйнштейна — Гильберта в низкоэнергетическом пределе.

## Действие иквантовая механика

### Действие для фермионных полей
Для фермионных (в частности, для спинорных) полей можно не только написать действие, но и получить формально классические уравнения для этих полей, варьируя такое действие. Однако в отличие от бозонных, фермионные поля наблюдаемы в их классическом виде хуже, так как принцип Паули запрещает более чем одному фермиону находиться в одном состоянии, что разрешено для бозонов и позволяет им, находясь в одинаковом квантовом состоянии в большом количестве, наблюдаться как обычное классическое поле, например, электромагнитное. Но при этом есть теорема, утверждающая (по крайней мере в рамках применимости теории возмущений), что результат вторичного квантования для таких фермионных полей совпадает с интерпретацией таких «классических» полей как волновых функций фермионов в смысле первичного квантования.
Таким образом, например, полученное с помощью принципа стационарного действия из той или иной формы записи действия для частицы со спином 1/2 уравнение Дирака имеет прямое отношение к квантовому описанию такого фермиона (например, электрона).
У уравнения Дирака есть свойство, представляющее определённую трудность для получения его из действия с квадратичным лагранжианом (да и каким-либо иным, если пользоваться обычными правилами варьирования и считать компоненты спиноров обычными числами). Это свойство — первый порядок производных в уравнении Дирака.
Из положения иногда выходят, просто введя искусственные формальные модификации ограничения на правила варьирования или действия операторов производных.
Более систематический, по-видимому, подход заключается в том, что фермионные поля (спиноры и их компоненты) считаются грассмановыми, то есть антикоммутирующими числами, что меняет знак членов с производными первого и второго порядка по сравнению с обычным, из-за чего члены второго порядка при варьировании уничтожаются, а первого остаются. 

### Фейнмановский интеграл по траекториям
Фейнмановский интеграл по траекториям применим к квантовому описанию как точечных частиц в обычном пространстве, так и полей (как распределенных систем) в конфигурационном пространстве (и эта применимость к обоим случаям в принципе неудивительна, поскольку формальное отличие между точечной частицей и многомерной, даже бесконечномерной, динамической системой — лишь в размерности конфигурационного пространства, что в целом хорошо понятно уже в рамках классической механики).
Если действие {\displaystyle S[x]} (в сущности, совпадающее с обычным классическим действием, по крайней мере для систем, описание которых не настолько экзотично, чтобы затруднять такое словоупотребление) известно, то есть его можно написать для обычной классической траектории {\displaystyle x(\tau )} в «обычном» или конфигурационном пространстве ({\displaystyle \tau } может быть временем или просто переменной при параметрическом задании в четырёхмерной записи), то квантовая волновая функция такой системы c точечным источником в пространственно-временной точке {\displaystyle x_{1}} может быть записана в виде функционального интеграла
{\displaystyle \Psi (x_{2},\;x_{1})=\int Dxe^{iS[x]/\hbar },}
где {\displaystyle x} — траектория, начинающаяся в {\displaystyle x_{1}} и кончающаяся в {\displaystyle x_{2}}, интеграл означает суммирование по всем мыслимым таким траекториям, для каждой из которых действие {\displaystyle S[x]} имеет своё значение. Причём в релятивистском случае среди траекторий есть и траектории с участками обратного движения во времени, которые могут быть интерпретированы как траектории виртуальной античастицы во времени вперед, а точки поворота — как виртуальное рождение и уничтожение пар частица-античастица.
В квантовой теории поля применяется интегрирование как по траекториям частиц в обычном пространстве (точнее, в пространстве-времени), которое обычно называют в этом случае первичным квантованием, так и по траекториям в пространстве полевых переменных, что называется вторичным квантованием. Тот и другой способ, насколько известно, дает эквивалентные результаты в рамках теории возмущений.
Фейнмановский интеграл по траекториям — один из наиболее популярных у современных физиков-теоретиков способов квантования (построения квантовой теории). Одновременно это один из наиболее прямых способов сопоставления квантовой картины с классической, что является одним из серьёзных его психологических преимуществ, так как каждая траектория в нём в принципе воспринимается как классическая, а действие вычисляется в точности по классическому рецепту, что в ряде случаев и аспектов делает теорию заметно более обозримой и легко понимаемой, чем другие подходы. В числе прочего это свойство удобно для осуществления предельного перехода к классике (см. ниже), и переход к ней исходя из интеграла по траекториям является в этом смысле одним из наиболее стандартных путей в современной физике. То же относится и к достаточному удобству получения таким путём квазиклассического приближения (также см. ниже).
В ряде случаев (весьма ограниченном — когда действие квадратично по координатам или полевым переменным и их производным, и интеграл сводится к многомерному гауссову с предельным переходом к бесконечномерному случаю) фейнмановский интеграл по траекториям может быть вычислен явно и точно. Практикуется его расчёт численными методами. Во многих случаях этот интеграл полезен в различных преобразованиях и прочих теоретических расчётах.
Нетрудно установить эквивалентность подхода интегрирования по траекториям уравнению Шрёдингера, по крайней мере при тривиальной топологической ситуации.
Для свободных (не взаимодействующих друг с другом) полей на пустом плоском пространстве интегрирование по траекториям позволяет часто получить в явном виде пропагатор, который оказывается совпадающим с пропагатором, получаемым из дифференциального уравнения для соответствующего поля (например, из волнового уравнения для безмассового скалярного поля). При этом оказывается, что для взаимодействующих полей интеграл по траекториям является, пожалуй, наиболее естественным (и популярным среди современных теоретиков) способом обоснования техники диаграмм Фейнмана. Дело в том, что интеграл по траекториям для системы взаимодействующих частиц (полей) легко разбивается на части, где взаимодействия нет (а результат, как мы говорили чуть выше, для этого случая известен — это пропагатор, соответствующий поведению свободного поля, который может быть довольно легко вычислен любым способом), дополненные точечным взаимодействием, которое уже сводится к обычному конечномерному интегрированию — в соответствии с правилами Фейнмана.
Однако квантование с помощью интеграла по траекториям не ограничено теорией возмущений (диаграммами Фейнмана). Этот способ находит и более нетривиальные применения, как в теоретической физике, так и в некоторых областях чистой математики.

### Действие и предельный переход к классике
В квантовой механике тот факт, что поведение квантовомеханической системы стремится к классической физике в пределе больших действий (больших квантовых чисел), называется принципом соответствия. Этот принцип ввёл Нильс Бор в 1923 году.
Правила квантовой механики очень успешно применяются в описании микроскопических объектов, типа атомов и элементарных частиц. С другой стороны, эксперименты показывают, что разнообразные макроскопические системы (пружина, конденсатор и т. д.) можно достаточно точно описать в соответствии с классическими теориями, используя классическую механику и классическую электродинамику (хотя существуют макроскопические системы, демонстрирующие квантовое поведение, например, сверхтекучий жидкий гелий или сверхпроводники). Однако, весьма разумно полагать, что окончательные законы физики должны быть независимыми от размера описываемых физических объектов. Это предпосылка для принципа соответствия Бора, который утверждает, что классическая физика должна появиться как приближение к квантовой физике, поскольку системы становятся большими.
Условия, при которых квантовая и классическая механики совпадают, называются классическим пределом. Бор предложил грубый критерий для классического предела: переход происходит, когда квантовые числа, описывающие систему являются большими, означая или возбуждение системы до больших квантовых чисел, или то, что система описана большим набором квантовых чисел, или оба случая. Более современная формулировка говорит, что классическое приближение справедливо при больших значениях действия {\displaystyle S\gg \hbar }. В терминах «школьной» физики это означает, что должны соблюдаться неравенства:
{\displaystyle P\times l\gg \hbar }
{\displaystyle E\times t\gg \hbar }
(произведение характерного импульса процесса на его характерный размер и произведение характерной энергии процесса на его характерное время значительно больше {\displaystyle \hbar })
Принцип соответствия — один из инструментов, доступных физикам для того, чтобы выбрать соответствующую действительности квантовую теорию. Принципы квантовой механики довольно широки — например, они заявляют, что состояния физической системы занимают Гильбертово пространство, но не говорят, какое именно. Принцип соответствия ограничивает выбор теми пространствами, которые воспроизводят классическую механику в классическом пределе.

#### Формулировка Дирака
Формулировка Дирака, называемая также «Принцип соответствия Дирака»: «Соответствие между квантовой и классической теориями состоит не столько в предельном согласии при {\displaystyle \hbar \to 0}, сколько в том, что математические операции двух теорий подчиняются во многих случаях тем же законам.»

#### Интегралы по траекториям
В формулировке квантовой механики через интегралы по траекториям траектории, дающие значение действия, заметно отличающиеся от стационарного (определяемого исходя из принципа наименьшего действия), дают малый вклад в итоговую амплитуду перехода (бесконечно малый при {\displaystyle S_{\mathrm {min} }\to \infty }). Таким образом в квазиклассическом приближении {\displaystyle S_{\mathrm {min} }\to \infty } амплитуда перехода определяется лишь классическими траекториями частиц (в простейшем случае движения в пространстве такая траектория единственна), определяемыми из принципа наименьшего действия, а уравнение Шрёдингера переходит в уравнение Гамильтона — Якоби.